# Nassau-Beilstein

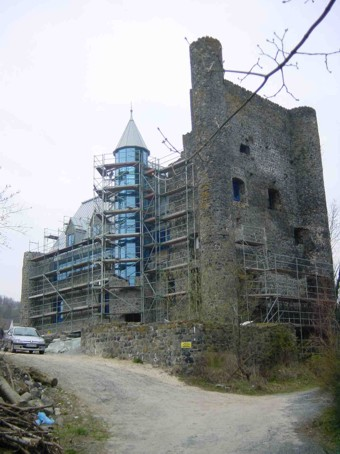
Burg Beilstein während des Ausbaus 2002

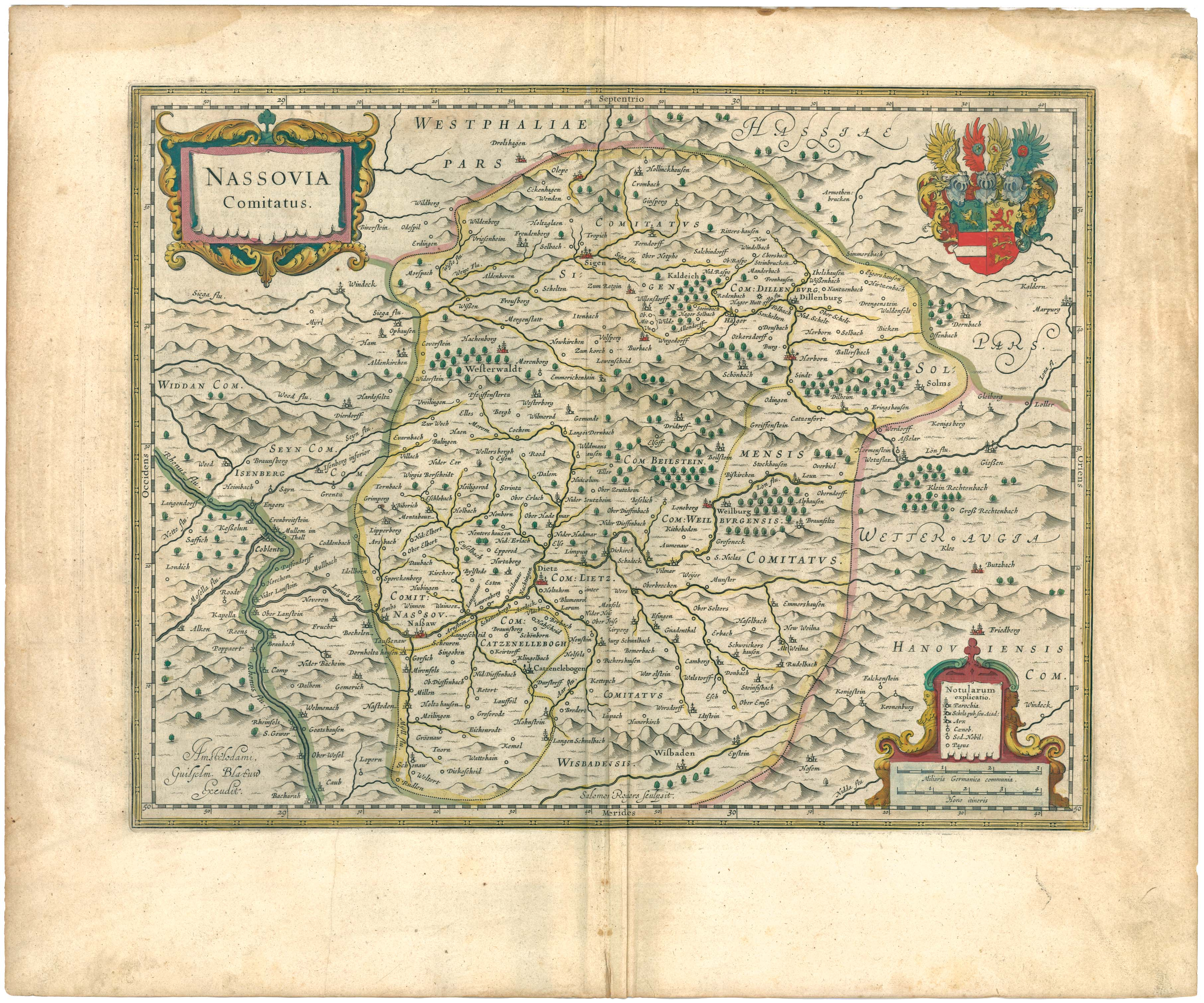
Die Grafschaft Nassau (Nassovia Comitatus) und ihre Teilgrafschaften, 1645. Im Nord-Westen das Comitat Nassau-Beilstein, unterhalb Nassau-Siegens und oberhalb von Nassau-Dietz und Nassau-Weil

Die Grafschaft Nassau-Beilstein, unter einem Zweig der ottonischen Linie des Hauses Nassau, bestand von 1343 bis 1561 und dann noch einmal von 1607 bis 1620.

## Erste Grafschaft (1343–1561)
Die Burg Beilstein selbst ist erstmals 1129 beurkundet. Der Ort war ursprünglich im Besitz der Herren von Beilstein, die im Zuge von Erbteilungen ihres Besitzes auch die Burgen Greifenstein und Lichtenstein (heute eine Ruine über der Ulmbachtalsperre) erbauten, die aber beide im Jahre 1298 als Raubritternester zerstört wurden. Wie und wann die Herrschaft Beilstein an das Haus Nassau kam, ist nicht genau bekannt; es gibt allerdings einen urkundlichen Beleg aus dem Jahre 1287, gemäß dem sie zu dieser Zeit im Besitz Ottos I. von Nassau war.
Nach dem Tod des Grafen Otto I., des Begründers der ottonischen Linie des Hauses Nassau, im Jahre 1290 wurde sein Erbe nach langem Streit 1303 unter seinen Söhnen geteilt: der älteste, Heinrich (um 1270–1343), erhielt Nassau-Siegen, Emich bekam Nassau-Hadamar, und Johann erhielt Nassau-Dillenburg. Johann fiel während der Dernbacher Fehde im Jahre 1328 in der Feldschlacht gegen Landgraf Heinrich II. von Hessen bei Wetzlar, und sein Erbe fiel an seinen Bruder Heinrich, der seine Residenz nach Dillenburg verlegte und seine Grafschaft nunmehr Nassau-Dillenburg nannte. Aus Heinrichs Ehe mit Adelheid von Heinsberg und Blankenberg (1280–1347) entstammten zwei Söhne, Otto II. und Heinrich.
Heinrichs gleichnamiger Sohn Heinrich I. Von Nassau-Beilstein war zunächst zur geistlichen Laufbahn vorgesehen. Er verließ jedoch sein Amt als Dompropst in Speyer und vermählte sich gegen den Willen seines Vaters und Bruder mit Imagina von Westerburg. In der Folge kam es zur Auseinandersetzung zwischen den Brüdern Heinrich I. und Otto II. von Nassau-Dillenburg die 1343 schließlich in einer Landesteilung endete. Der ältere Bruder Otto erhielt mit dem Herrschaftsbereich um Siegen und Dillenburg den größeren Teil, Heinrich wurde mit einem relativ keinen Teil, den Kalenberger Zent um Beilstein und der Herrschaft zum Westerwald abgefunden.
Mit der Begründung der Grafschaft Nassau-Beilstein wurde Beilstein, das bereits am 18. Februar 1321 die Stadtrechte erhalten hatte und dessen Burg die Nassauer Grafen ab 1320 auszubauen begannen, zum Hauptort und Verwaltungsmittelpunkt des östlichen Westerwalds. In der Herrschaft zum Westerwald musste sich das Haus Nassau-Beilstein zunächst gegen das Haus Westerburg durchsetzen.
Aus dem kleinen Herrschaftsgebiet konnten die Grafen nur geringe Einkünfte erzielen. Wiederholt mussten Teile des Landes verpfändet werden. Die geringen Einkünfte verhinderten eine nachhaltige Ausdehnung der Herrschaft durch Erwerb neuer Gebiete. Ebenfalls konnten weitreichende Erbansprüche nicht gegen andere Dynastien durchgesetzt werden. Aus dem Erbe der Adelheid von Heinsberg und Blankenberg († 1347) verblieben nur geringe Kapitalabfindungen. Erbansprüche an die Herrschaft Isenburg-Grenzau konnten durch den frühen Tod von Philipp von Nassau-Beilstein († 1446) in der Soester Fehde nicht realisiert werden. Aus dem Erbe der Johanna von Gemen († 1450/51) erhielt Heinrich IV. die Herrschaft Gemen. Das Haus Nassau-Beilstein konnte diesen Erwerb jedoch nicht gegen die Grafen von Holstein-Schauenburg halten.
Als einziger Zugewinn verblieben das Dorf Niedershausen, das Maria von Solms 1492 in die Ehe mit Johann II. brachte, und die ehemaligen saynschen Leibeigenen in der Herrschaft zum Westerwald.
Erfolgreicher entwickelte sich für das Haus Nassau-Beilstein die Zusammenarbeit mit Kurköln. Zahlreiche Angehörige des Hauses standen im Kölner Dienst. Vor allem Heinrich III. erreichte als Archidiakon des Kölner Doms eine herausragende Position. Diese ermöglichte es den Grafen weitreichende Pfandschaften im gesamten Kurstaat, mit Schwerpunkt um Linz am Rhein, zu erwerben. Es gelang jedoch nicht, diese Pfandschaften in die Grafschaft Nassau-Beilstein einzugliedern.
Vermutlich war nähe zu Kurköln die Ursache, dass Nassau-Beilstein dem Kurrheinischen Reichskreis zugeordnet wurde. Demgegenüber gehörte die Grafschaft Nassau-Dillenburg zum Niederrheinisch-Westfälischen Reichskreis und die im Süden benachbarte Grafschaft Nassau-Weilburg zum Oberrheinischen Reichskreis.
Jüngere Brüder der Grafen von Nassau-Beilstein, residierten in der Burg Liebenscheid – zunächst ab etwa 1380 Reinhard († 1414/18), der Bruder Heinrichs II., und nach ihm sein Sohn Heinrich III. († 1477), und von 1537 bis 1556 dann Bernhard († 1556), der Bruder Johanns. II.
Mit dem Tod Johanns III., der nur illegitime Nachkommen hatte, erlosch die erste Linie Nassau-Beilstein im Jahre 1561, und die Grafschaft fiel zurück an Nassau-Dillenburg. Johanns Bruder Heinrich war Malteser-Ritter und bereits im Mai 1525 vor Pavia gefallen. Seine Schwestern Hermanna († 1584) und Eva († 1575) waren Nonnen in Engelthal bzw. in Walsdorf geworden und ohne Nachkommen. Die Brüder seines Vaters Johann II. waren bereits vor ihm verschieden: Gerhard 1506 als Mönch in Fulda, Bernhard, der Landdrost von Westfalen war, im Jahre 1556, die anderen drei (Reinhard, Ludwig und Otto) schon in jungen Jahren.

## Grafen von Nassau-Beilstein (1343–1561)
- 1343–1378: Heinrich I. (1307–1378), ⚭ 1339 Imagina von Westerburg († vor 1380)
- 1378–1412: Heinrich II. (1335–1412), Sohn Heinrichs I, ⚭ 1366 Katharina von Randerode
  - 1378–1418: Reinhard als Mitregent seines Bruders
- 1412–1473: Johann I. (1385–1473), Sohn Heinrichs II.; ⚭ (1) Mechthild von Isenburg-Büdingen-Grenzau († 1436); ⚭ (2) 1447 Johanna von Gemen († um 1451)
  - 1425–1477: Heinrich III. als Mitregent
- 1473–1499: Heinrich IV. (1449–26. Mai 1499), zweiter Sohn Johanns I.; ⚭ um 1475 Eva von Sayn-Hachenburg (1455–um 1525)
- 1499–1513: Johann II. (1475–18. August 1513), Sohn Heinrichs. IV.; ⚭ (1) 1492 Maria von Solms-Braunfels (1471–1505), ⚭ (2) 1510/11 Anna zur Lippe († nach 1533)
- 1513–1561: Johann III. (17. November 1495–13. Dezember 1561), Sohn Johanns II.; ⚭ 1523 Anna von Nassau-Weilburg (1505–1564)
  - 1513–1556: Bernhard als Mitregent

## Zweite Grafschaft (1607–1620)
Nach dem Tod von Johann VI. von Nassau-Dillenburg, der alle ottonischen Gebiete des Hauses Nassau noch einmal in einer Hand vereinigen konnte, im Oktober 1606 teilten sich seine fünf überlebenden Söhne das Erbe. Wilhelm Ludwig, der älteste, bekam die Grafschaft Nassau-Dillenburg, Johann erhielt Nassau-Siegen, Ernst Casimir bekam Nassau-Diez, und Johann Ludwig erhielt Nassau-Hadamar.
Der dritte Sohn, Georg (1562–1623), erhielt die Grafschaft Nassau-Beilstein.  Georg ließ die Burg in Beilstein zum Schloss ausbauen und 1616 die Schlosskirche errichten.  Bis 1612 residierte er als Statthalter seines in Holland weilenden Bruders Wilhelm Ludwig in Dillenburg; erst dann siedelte er nach Beilstein um, das er allerdings in der Pestjahren 1614/15 verließ.  Auf Grund einer 1618 mit seinem nächstälteren Bruder Johann getroffenen Vereinbarung erbte er nach dem Tod seines Bruders Wilhelm Ludwig im Jahre 1620 auch Nassau-Dillenburg.  Er zog wieder nach Dillenburg und wurde der Begründer der neuen Linie Nassau-Dillenburg.  Die Grafschaft Beilstein wurde unter den verbliebenen Brüdern aufgeteilt, wobei der größte Teil mit Beilstein selbst an Ernst Casimir von Nassau-Diez kam; Georg behielt nur noch den Grund Burbach und den Hickengrund.

## Grafen von Nassau-Beilstein (1607–1620)
- 1607–1620: Georg (1562–1623), danach bis 1623 Graf von Nassau-Dillenburg; ⚭ (1) 1584 Anna Amalia von Nassau-Saarbrücken (1565–1605); ⚭ (2) 1605 Amalia von Sayn-Wittgenstein (1585–1633).